# تيركازو تاناكا
تيركازو تاناكا (باليابانية: 田中 輝和) (14 يوليو 1985 في إباراكي في اليابان – )؛ هو لاعب كرة قدم ياباني سابق كان يلعب كمدافع.

## وصلات خارجية
- تيركازو تاناكا على موقع رابطة كرة القدم اليابانية للمحترفين (اليابانية)
- تيركازو تاناكا على موقع الدوري الأمريكي (الإنجليزية)
- تيركازو تاناكا على موقع قاعدة بيانات كرة القدم.إي يو (الإنجليزية)
- تيركازو تاناكا على موقع Soccerway.com (الإنجليزية)
- تيركازو تاناكا على موقع عالم كرة القدم.نت (الإنجليزية)
- تيركازو تاناكا على موقع كووورة